# Jules de Carsalade du Pont
Jules Louis Marie de Carsalade du Pont (Simorre, Gers, 16 février 1847 — Perpignan, 29 décembre 1932) est un ecclésiastique français, qui occupe la charge d'évêque de Perpignan de 1900 à 1932 et un historien de la Gascogne.

## Biographie
Appartenant à une famille gasconne, il est chanoine d'Auch et secrétaire de l'archevêque Louis Gouzot. Il crée le Musée historique et archéologique d'Auch, les Archives historiques de Gascogne et la Société archéologique du Gers.
Consacré évêque de Perpignan-Elne le 22 février 1900, il apprend le catalan, langue dans laquelle il prêche et écrit, et rétablit l'enseignement du catéchisme et la prédication dans cette langue, raison pour laquelle il est qualifié d'évêque des Catalans. Il organise les Jeux floraux en 1902, année où ils ne peuvent être célébrés à Barcelone, et préside ceux de Barcelone en 1914. Il collabore d'autre part à l'élaboration du Diccionari català-valencià-balear d'Antoni Maria Alcover, avec lequel il prendra par la suite ses distances, du fait de son attitude germanophile à l'approche de la Première Guerre mondiale. Il encourage le recrutement de volontaires espagnols pendant la guerre et participe aux manifestations d'intellectuels francophiles catalans à Perpignan en 1916.
Il achète peu après les ruines de l'abbaye Saint-Martin du Canigou et se consacre à la restauration du monastère. "Dès le 11 novembre 1902 l'évêque prenait possession de l'abbaye. Ce fut une fête mémorable. Les jeux floraux de Barcelone interdits par l'autorité militaire se déroulèrent dans les ruines de l'abbaye. Dès 1902 l'église abbatiale commence à être restaurée. Mais les travaux vont s'échelonner sur 30 ans quasiment jusqu'à la mort du pontife en 1932".
Il acquiert également Saint-Michel de Cuixà et y rénove la vie monastique. Il restaure la chapelle de Notre-Dame dels Correchs (Notre-Dame des Ravins), siège primitif de l'évêché de Perpignan, et l'ancienne église des Capucins, actuellement église Saint-Christophe ; il achète le collège Saint-Louis de Gonzague et le petit séminaire, et fait édifier l'église Saint-Martin de Bon Secours et le Grand Séminaire. Afin d'encourager les recherches scientifiques du clergé, il crée la Revue historique et littéraire du diocèse de Perpignan.
Lors de la querelle des inventaires en 1906, il demande aux prêtres de lire des protestations mais de ne pas résister.

## Distinctions
- Chevalier de la Légion d'honneur (1923)[6]

## Armes
De gueules au heaume d'argent, accosté de deux roues du même; à étoiles d'or posées 4 et 3 en chef.